# F.E.2b

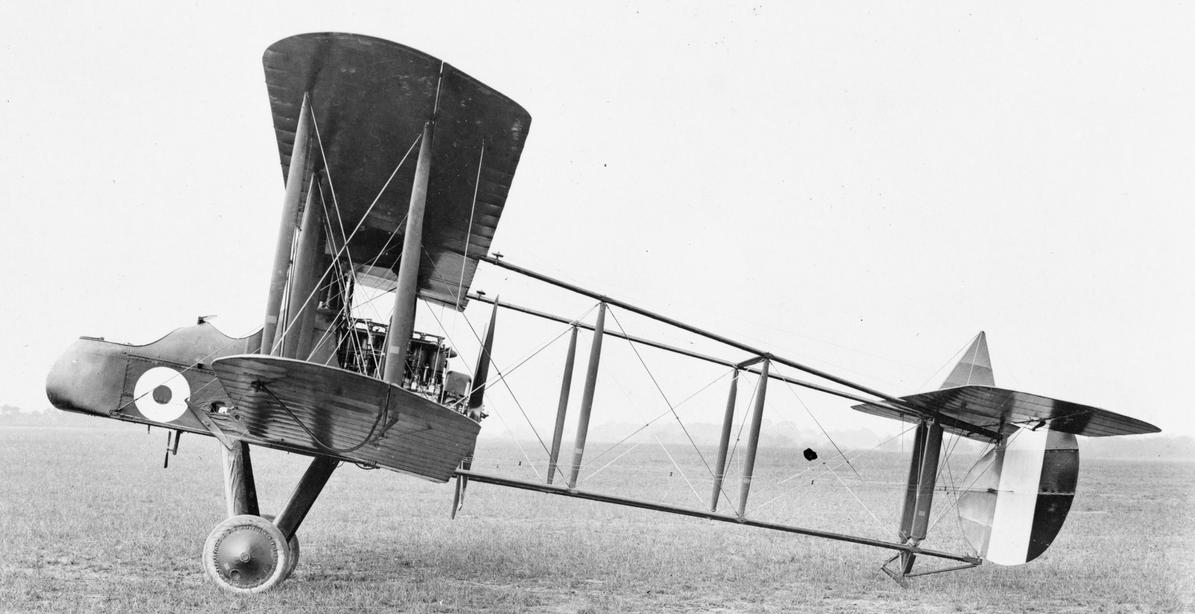

F.E.2b är ett biplan som gjorde tjänst som bombflygplan hos den allierade sidan under första världskriget.
Sammanlagt tillverkades 1 939 stycken.
Flygplanet tillverkades bland annat av G. & J. Weir Ltd. i Glasgow.